# Rosário da Limeira (kommun)
Rosário da Limeira är en kommun i Brasilien.   Den ligger i delstaten Minas Gerais, i den sydöstra delen av landet, 800 km sydost om huvudstaden Brasília. Antalet invånare är 4 242.
Följande samhällen finns i Rosário da Limeira:
- Rosário da Limeira

Omgivningarna runt Rosário da Limeira är huvudsakligen savann. Runt Rosário da Limeira är det ganska glesbefolkat, med 40 invånare per kvadratkilometer.